# Brixia calabarensis
Brixia calabarensis är en insektsart som beskrevs av Synave 1957. Brixia calabarensis ingår i släktet Brixia och familjen kilstritar. Inga underarter finns listade i Catalogue of Life.